# Исиро
Ѝсиро и Исѝро (на френски и на суахили: Isiro) е един от най-големите градове в северната част на ДР Конго и е столица на провинция О Уеле. Разположен е между екваториална гора и савана и главният му ресурс е кафето. Населението на града е 147 524 души (по приблизителна оценка от 2004 г.). По-голямата част от него говори езикът лингала, но се използва и суахили.